# Дровник (проект Полисского)
«Дро́вник» — лэнд-артовский проект Николая Полисского 2002 года. Осуществлён совместно с участниками Никола-Ленивецких промыслов возле деревни Никола-Ленивец на территории нынешнего Парка «Никола-Ленивец».

## Описание
О размерах и форме «Дровника» Полисский сказал:
Деревенские оценивают своё благосостояние в том числе и по тому, сколько у них дров. Потому что когда селянин видит, что у него маленький дровник, его охватывает панический ужас: как зимовать-то, побираться что ли? А вид большого дровника вызывает у него, так сказать, чувство глубокого удовлетворения, уверенности в завтрашнем дне. Отсюда и такой большой объём дровяной башни. То, что она получилась четырёхступенчатой, почти случайность. Это все от внутренних конструкций.